# John Gilmour (1er baronnet)
John Gilmour, 1er baronnet, (1845-1920) est président du Parti conservateur écossais et est créé baronnet en 1897. 

## Biographie
Il est le fils d'Allan Gilmour, propriétaire d'une grande compagnie maritime basée à Renfrew, et d'Agnes Strang. Il acquiert le domaine de Lundin en 1872 et de Montrave en 1873, puis les domaines à Greenside, Pratis et Kilmux (tous à Fife). 
Il est nommé officier au Fife Light Horse en 1874 comme lieutenant prenant le commandement du Régiment en tant que lieutenant-colonel de 1895 à 1901. Il est également maitre de Chasse au renard des Fife Foxhounds. 
Il épouse Henrietta Gilmour (1850-1926), sa cousine germaine, en 1873. Elle est une pionnière de la photographie
En 1885, ils forment conjointement le Lundin and Montrave Curling Club, son étang de curling se trouvant sur leur propre propriété à Montrave House, à quelques kilomètres au sud de Cupar à Fife. C'est l'un des premiers établissements sportifs britanniques à avoir des membres masculins et féminins. 
Il est créé baronnet en juin 1897, dans le cadre des célébrations du jubilé de diamant de la reine. 
Ils ont sept enfants, trois fils John (né en 1876), Harry (1878-1926), Douglas (né en 1889) et deux filles Maud (née en 1882) et Henrietta (née en 1884). Deux enfants, Allan et Ronald, sont morts en bas âge. 